# Blue Cow Mountain
Blue Cow Mountain är ett berg i Australien. Det ligger i regionen Snowy River och delstaten New South Wales, i den sydöstra delen av landet, omkring 380 kilometer sydväst om delstatshuvudstaden Sydney. Toppen på Blue Cow Mountain är 1 546 meter över havet.
Runt Blue Cow Mountain är det mycket glesbefolkat, med 3 invånare per kvadratkilometer.. Närmaste större samhälle är Moonbah, omkring 20 kilometer sydost om Blue Cow Mountain. 
Trakten runt Blue Cow Mountain består i huvudsak av gräsmarker. Genomsnittlig årsnederbörd är 1 573 millimeter. Den regnigaste månaden är juni, med i genomsnitt 190 mm nederbörd, och den torraste är november, med 84 mm nederbörd.